# Choson Yesul
Choson Yesul (tiếng Triều Tiên: 조선예술; Hancha: 朝鮮藝術; Romaja: Nghệ thuật Triều Tiên) là tạp chí văn hóa và nghệ thuật hàng tháng được xuất bản từ năm 1956 tại Bình Nhưỡng, Bắc Triều Tiên. Đây là cơ quan truyền thông chính thức của liên đoàn văn học và nghệ thuật thuộc sở hữu nhà nước, cụ thể là Liên đoàn Văn học và Nghệ thuật Triều Tiên.

## Lịch sử và hồ sơ
Choson Yesul ra mắt vào năm 1956 và được xuất bản hàng tháng. Tạp chí này là cơ quan ngôn luận chính thức của Ủy ban Trung ương Liên đoàn Văn học và Nghệ thuật Triều Tiên. Trụ sở chính đặt tại Bình Nhưỡng.
Nhà xuất bản tờ Choson Yesul là Munhak Yesul Chonghap Ch'ulp'ansa từ tháng 1 năm 1995 đến tháng 8 năm 2001. Từ tháng 9 năm 2001, nhà xuất bản kế tiếp là Munhak Yesul Ch'ulp'ansa. Tạp chí này thường xuyên đăng các bài viết quảng bá sự lãnh đạo của Bắc Triều Tiên. Ví dụ, tờ này từng xuất bản các bài viết về cố lãnh tụ Kim Jong-il và cha mẹ của ông bằng cách sử dụng những hình ảnh như một lời tri ân tới sinh nhật của ông vào giữa thập niên 1970.